# Bolostromus albertinae
Espèce
Bolostromus albertinae est une espèce d'araignées mygalomorphes de la famille des Cyrtaucheniidae.

## Distribution
Cette espèce est endémique du Chiapas au Mexique,. Elle se rencontre vers Ocozocoautla de Espinosa.

## Description
Le mâle holotype mesure 10,2 mm.

## Systématique et taxinomie
Cette espèce a été décrite par García-Villafuerte en 2023.

## Étymologie
Cette espèce est nommée en l'honneur d'Albertina Villafuerte Santiago.

## Publication originale
- García-Villafuerte, 2023 : « Primer registro de Cyrtaucheniidae (Araneae, Mygalomorphae) para México: una especie nueva de Bolostromus de Chiapas. » Revista Ibérica de Aracnología, no 43, p. 37-42.